# Луїс Еррера Кампінс
Луїс Антоніо Еррера Кампінс (нар. 4 травня 1925 — 9 листопада 2007) — венесуельський політичний діяч, президент країни з 1979 до 1984 року.

## Ранні роки та початок кар'єра
Луїс Еррера Кампінс народився в місті Акарігуа, штат Португеса. Йому було 21 рік, коли було створено партію КОПЕІ. Здобував освіту у школі La Salle в Баркісімето, яку закінчив 1942 року. Почав вивчати право в Центральному університеті Венесуели, проте не закінчив його, оскільки був ув'язнений 1952 року на чотири місяці за протести проти диктаторського режиму Маркоса Переса Хіменеса. Невдовзі він продовжив навчання та 1955 року отримав ступінь з права, закінчивши Університет Сантьяґо-де-Компостела.
1947 року Луїс Кампінс розпочав свою парламентську кар'єру, коли був обраний депутатом Законодавчої асамблеї Венесуели. З 1959 до 1979 року, упродовж чотирьох конституційних термінів, був сенатором від штатів Лара та Португеса. 12 березня 1979 року був обраний на пост президента Венесуели.

## Президентство
На початку президентського терміну Еррери прибутки від продажу нафти продовжували зростати. Луїс Кампінс був прибічником сильного впливу держави на економіку.
Луїс Еррера розробив програму культурного розвитку й реформування системи освіти. В галузі економіки наприкінці свого врядування Кампінс почав провадити політику лібералізації цін, що мало сумні наслідки. Венесуельський болівар був прив'язаний у співвідношенні 4.30 до долара, проте в результаті економічної політики Кампінса співвідношення зросло до 15 боліварів за долар (Чорна П'ятниця, 28 лютого 1983 року).
1982 року Луїс Еррера Кампінс зайняв бік Аргентини у війні проти Великої Британії за Фолклендські острови, спритно використавши антиамериканські та антибританські настрої в суспільстві.

## Після виходу у відставку
Своєму наступнику на президентському посту Еррера залишив країну в глибокій економічній кризі. Після виходу у відставку Еррера залишився одним з лідерів КОПЕІ, 1995 року ставши головою партії.
2001 року Еррера потрапив на перші шпальти венесуельських газет, коли у нього викрали автомобіль.
Луїс Еррера Кампінс помер 2007 року.